# Alt-Tempelhof
La stazione di Alt-Tempelhof è una stazione della metropolitana di Berlino, sulla linea U6.
È posta sotto tutela monumentale (Denkmalschutz).

## Storia
Nel 2018 la stazione di Alt-Tempelhof, in considerazione della sua importanza storica e architettonica, venne posta sotto tutela monumentale (Denkmalschutz) insieme ad altre 12 stazioni rappresentative dell'architettura moderna dei decenni post-bellici.

## Strutture e impianti
Il progetto architettonico della stazione fu elaborato da Bruno Grimmek con la collaborazione di Rainer G. Rümmler, Victor Seist e Horst Winkler.